# Roberto Manzi
Roberto Manzi (Rimini, 1959. március 21. –) világbajnoki ezüstérmes, olimpiai bronzérmes olasz párbajtőrvívó.